# Scrieri apocrife despre Adormirea Maicii Domnului

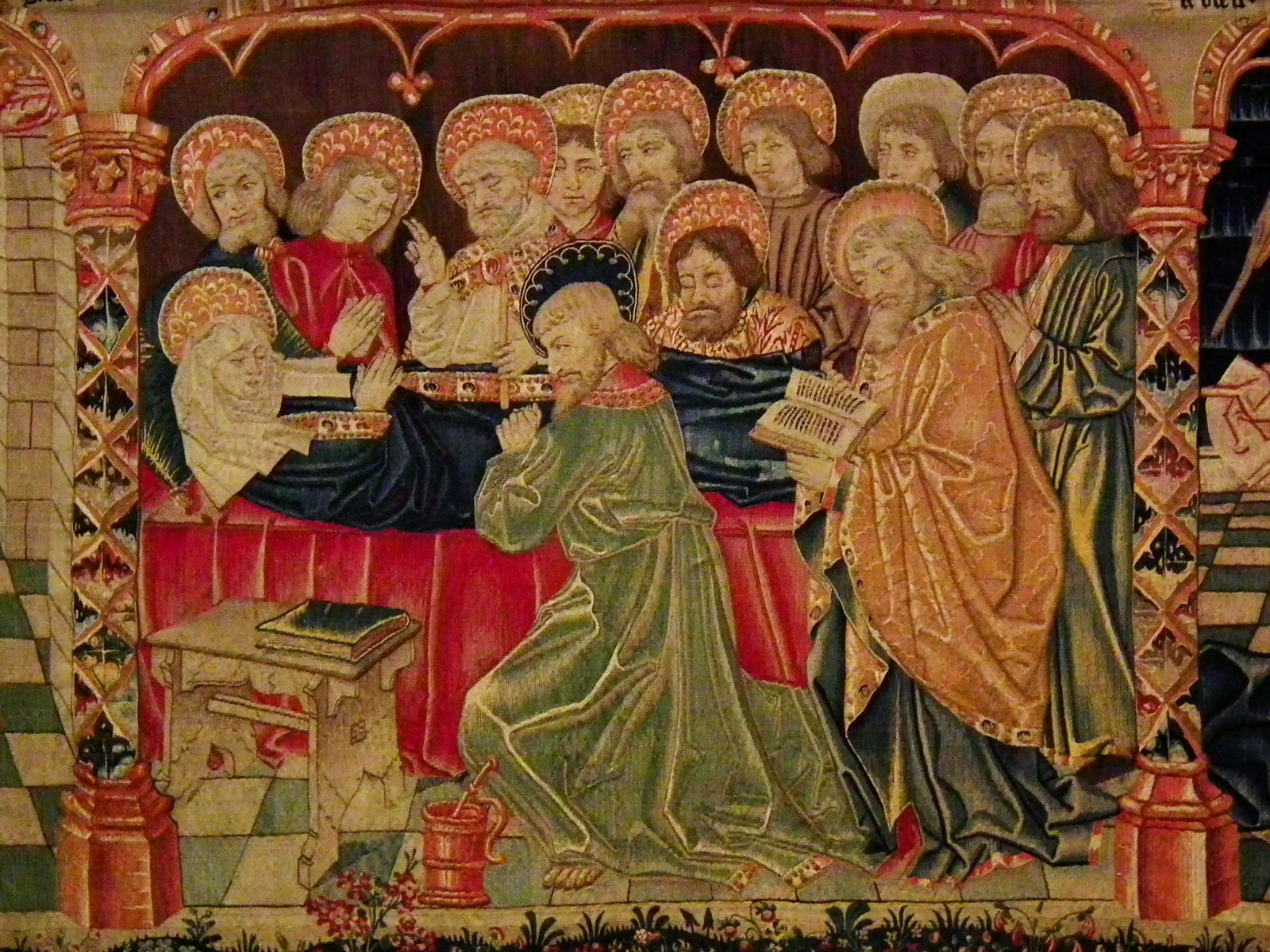
Tapiserie din Bazilica Notre-Dame din Beaune având ca subiect Adormirea Maicii Domnului

Scrierile apocrife despre Adormirea Maicii Domnului (generic în latină Transitus Mariae) reprezintă un grup de scrieri creștine timpurii referitoare la adormirea Fecioarei Maria și la ridicarea ei la ceruri. Uzual sunt considerate ca fiind mai noi decât Noul Testament, având caracter de apocrife ale acestuia. Ele includ de asemenea elemente de imnologie, hagiografie și considerații omilietice.

## Datare și caracteristici
Datarea acestora este controversată. În mod tradițional manuscrisul originr este datat ca aparținând secolelor IV-VI, acesta putând aveo a legătură cauzală cu disputelor dogmatice ale primelor consilii. Alte opinii vehiculează însă datarea primei versiuni în secolele II-III. Ulterior au apărut mai multe scrieri apocrife de acest gen, existând astăzi în jur de 20 de versiuni cunoscute.
Deoarece unele dintre versiuni diferă semnificativ între ele în ce privește detaliile, printre altele ca efect al diferitelor contexte și opinii dogmatice, reconstrucția versiunii originale a scenariului este o sarcină foarte grea. Cu toate acestea există însă o linie directoare comună: în timp ce Fecioarei Maria i se sfârșește viața pămânească, un înger duce mesajul morții iminente apostolilor, după care aceștia apar în mod miraculos la patul de moarte al Mariei. Unele dintre texte fac referire doar la moartea naturală a Mariei, în timp ce altele se ocupă și de ridicarea ei efectivă la ceruri. Ca surse istorice referitoare la încheierea vieții pământești a Fecioarei Maria, aceste scrieri sunt astfel, datorită variabilității lor, din punct de vedere valoric de importanță redusă. Deoarece însă se află în relație cu istoria cultului timpuriu al Mariei, valoarea lor constă atât în calitatea de martori contemporani ai venerației Mariei în epoca de origine a textelor, cât și în relația lor cu iconografia creștină ulterioară, referitoare atât la Fecioara Maria cât și la Adormirea Sa.

## Versiuni
Cu toate că informațiile despre datarea diferitelor versiuni și despre relațiile dintre acestea sunt inconsistente, există viziunea că un manuscris în limba greacă din Biblioteca Vaticanului s-ar apropia cel mai mult de original.  Textul a fost tradus în diferite limbi atât din Răsărit cât și din Occident și a fost editat pentru prima dată de Konstantin von Tischendorf.
Acesta datează documentul nu mai târziu de secolul al IV-lea. O carte cu acest titlu a fost condamnată în decretul papei Gelasius. Autorul celei de a doua forme latine ("Adormirea Fecioarei Maria") scriind sub numele de Melito, pune pe seama lui Leucius un tratat cu aceeași temă. Aceasta, totuși, nu poate fi cartea atribuită lui Leucius, căci Pseudo-Melito afirmă că tratatul său, care din punct de vedere al conținutului este identic cu textul grecesc, a fost scris pentru a condamna ereziile lui Leucius. Există traduceri sau revizuiri ale manuscrisului în siriacă, sahidică și arabă.

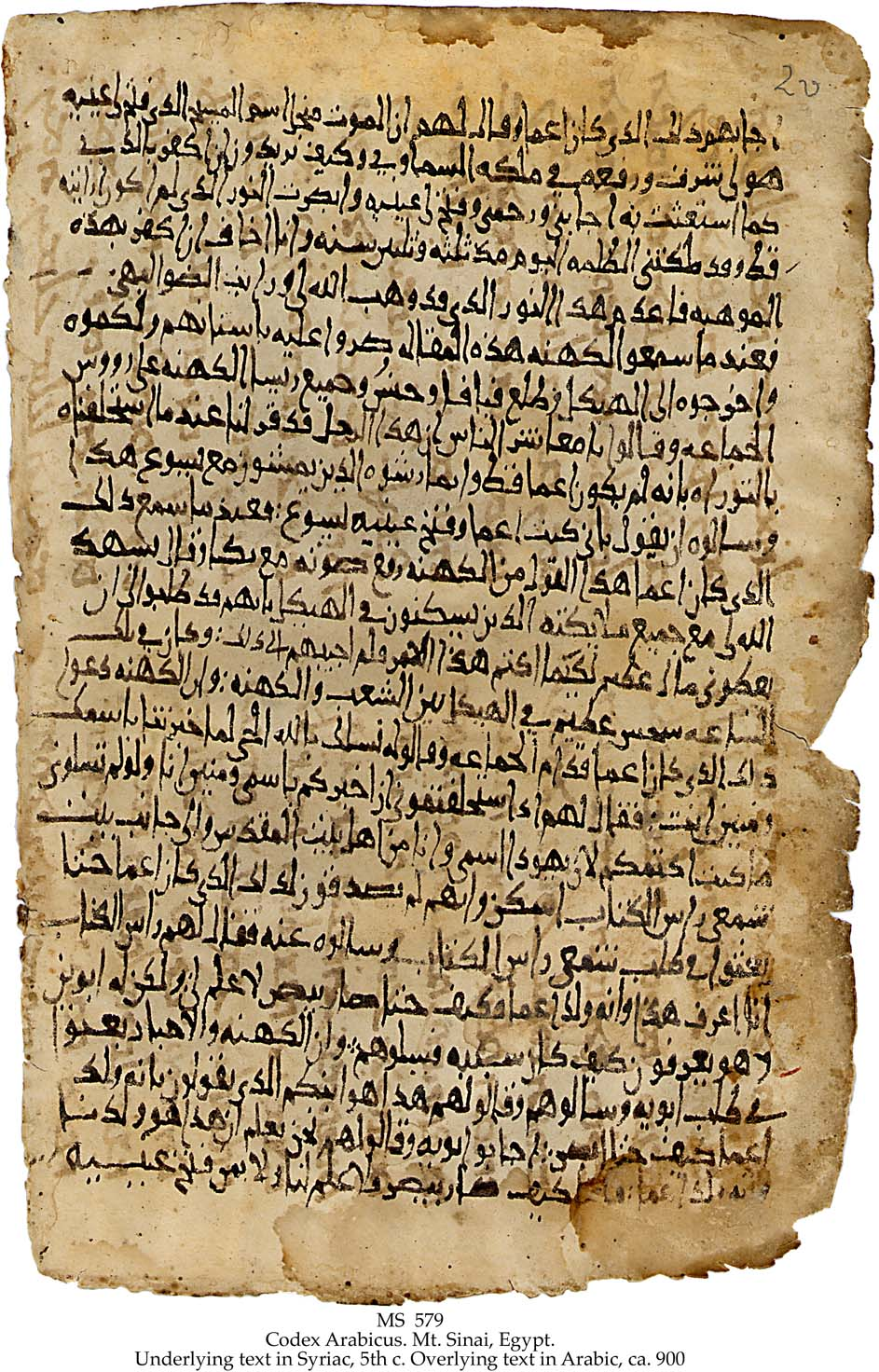
O pagină din Codex Arabicus. Manuscrisul conține și un text aporif privind Adormirea Mariei – Cărțile 1 și 2.

Textul în siriacă a fost editat și tradus de către Wright în 1865, în lucrarea sa "Contributions to the Apocryphal Literature of the New Testament". O altă variantă revizuită a fost publicată în "Journal of Sacred Literature" (ian-febr. 1864). O versiune în limba arabă, semănând mai mult cu textul în siriacă decât cu cel în greacă sau latină, a fost editată și tradusă de Enger în 1854. Versiunea în sahidică, publicată și tradusă de către Zoega și Dulaurier diferă considerabil de conținutul textelor prezentate în ediția de față. Numeroasele versiuni în limba latină se deosebesc foarte mult între ele, așa cum lesne se poate observa comparând prima formă latină ("Despre Adormirea binecuvântatei Fecioare Maria") cu cea de-a doua formă latină ("Adormirea Fecioarei Maria"). Ele toate provin dintr-o aceeași sursă greacă, dar chiar și variantele grecești prezintă mari variații, în special în părțile târzii.
La sfârșitul secolului al VII-lea, Ioan, arhiepiscop al Tesalonicului, a scris un discurs despre adormirea  Fecioarei Maria, derivat în principal din cartea lui Pseudo-Ioan; în unele manuscrise, acest tratat al lui Ioan tesalonicianul este atribuit Apostolului Ioan. Cu toate acestea, Epiphanius menționează separat cele două tratate. Pentru a edita textul grec, Tischendorf s-a folosit de cinci manuscrise, cel mai vechi datând din secolul al XI-lea. Prima formă latină este editată pe baza a trei manuscrise italiene, cel mai vechi fiind din secolul al XIII-lea. A doua formă latină provine dintr-un manuscris venețian din secolul al XIV-lea.

## Traduceri în limba română
În limba română, a fost publicată Cartea lui Ioan despre adormirea Mariei, în Apocalipse apocrife ale Noului Testament (Traducerea textelor și îngrijire ediție: Gheorghe Fedorovici, Monica Medeleanu, Editura Herald, Colecția Manuscris, București, 2007, ISBN 978-973-7970-62-6, pp. 117–165).